# Сакты
Сакты (баш. Саҡты) — село в Шаранском районе Республики Башкортостан Российской Федерации. Входит в состав Писаревского сельсовета. Основано как деревня в 1717 году, примерно с 1940-х годов — село; с 1929 по 1992 годы — центр сельсовета. В первой половине XX века население деревни достигало 500 человек, по состоянию на 2021 год оно составляет 193 человека.

## География

### Географическое положение
Расположено в северной части района на левом берегу речки Тюльгаза. Расстояние до:
- районного центра (Шаран): 33 км,
- центра сельсовета (Писарево): 7 км,
- ближайшей ж/д станции (Туймазы): 63 км.

### Климат
По комплексу природных условий село, как и весь район, относится к лесостепной зоне и характеризуется умеренно континентальным климатом со всеми его особенностями: неустойчивость и резкие перемены температуры, неравномерное выпадение осадков по годам и временам года. В селе довольно суровая и снежная зима с незначительными оттепелями, поздняя прохладная и сравнительно сухая весна, короткое жаркое лето и влажная прохладная осень.
| Показатель                                              | Янв. | Фев. | Март | Апр. | Май | Июнь | Июль | Авг. | Сен. | Окт. | Нояб. | Дек. |
| ------------------------------------------------------- | ---- | ---- | ---- | ---- | --- | ---- | ---- | ---- | ---- | ---- | ----- | ---- |
| Средний суточный максимум, °C                           | −9   | −7   | 0    | 11   | 19  | 23   | 25   | 23   | 16   | 8    | −1    | −7   |
| Средний суточный минимум, °C                            | −15  | −15  | −9   | 1    | 7   | 11   | 14   | 12   | 7    | 1    | −6    | −13  |
| Норма осадков, мм                                       | 30   | 28   | 33   | 36   | 47  | 64   | 49   | 46   | 49   | 53   | 41    | 39   |
| Источник: Климат Сакты. Дата обращения: 5 августа 2025. |      |      |      |      |     |      |      |      |      |      |       |      |

## История
Село основано марийцами как деревня по договору от 13 января 1717 года с башкирами Кыр-Еланской волости Казанской дороги о припуске. 9 сентября 1745 года была припущена ещё одна группа марийцев, которые должны были платить в казну половину ясака припускавших их башкир-вотчинников.
По VIII ревизии 1834 года — деревня 4-го тептярского стана Белебеевского уезда Оренбургской губернии. Марийцы, входившие в сословие тептярей, владели землёй совместно с башкирами-вотчинниками. В то время в окрестностях деревни работал поташный завод татарина Мухамета Исхакова.
В конце 1865 года — деревня Сакты 4-го стана Белебеевского уезда Уфимской губернии при речке Тюльгазе. Жители занимались сельским хозяйством и пчеловодством, имелась водяная мельница.
В 1895 году — деревня Сакты Никольской волости VI стана Белебеевского уезда. Действовала министерская инородческая школа, открывшаяся в 1871 году. По описанию, данному в «Оценочно-статистических материалах», деревня находилась в равнине со склоном на север, по наделу протекала река Тильгаза с несколькими притоками, по которой имелась мельница. Селение находилось на востоке надела. В последнее время усадьба увеличилась за счёт выгона и пашни, а пашня увеличилась за счёт степи и леса. Поля были по ровному и отчасти холмистому месту, до 3 вёрст от деревни. Почва — чернозём (около 250 десятин), а также суглинистый чернозём (около 360 десятин). В полях был овраг, берега которого поросли травой. Имелся выгон отчасти по ровному, отчасти по гористому месту; к западу от селения на низком месте имелся кустарник. У четырёх домохозяев было 100 пеньков пчёл, также жители занимались извозом, получая по 1 копейке за версту с воза. В 1905 году показана министерская школа, также был базар. В том году в школе обучалось 28 мальчиков и 6 девочек.
По данным подворной переписи, проведённой в уезде в 1912—13 годах, деревня входила в состав Сактинского сельского общества Шаранской волости. 11 хозяйств из 82 не имели надельной земли. Количество надельной земли составляло 885 казённых десятин (из неё 68,47 десятин сдано в аренду 17 хозяйствами), в том числе 20 десятин усадебной земли, 547 десятин пашни и залежи, 42 — выгона, 95 — сенокоса, 151 — леса и 30 — неудобной земли. Также 145,40 десятин земли было арендовано единолично (в основном у крестьян) 44 хозяйствами. Посевная площадь составляла 390,31 десятины, из неё 194,25 десятины занимала рожь, 64,66 — овёс, 39,80 — горох, 35,79 — греча, 33,94 — просо, 10,58 — картофель, 9,27 — конопля, в незначительных количествах (всего 2,02 десятины) сеяли полбу и пшеницу. Из скота имелась 180 лошадей, 164 головы крупного рогатого скота, 653 овцы и 122 козы, также 6 хозяйств держали 136 ульев пчёл. 8 человек занимались промыслами.
Несколько сактинцев были участниками Гражданской войны, действовала также банда «Чёрного орла».
В 1923 году произошло укрупнение волостей, и деревня вошла в состав Шаранской волости Белебеевского кантона Башкирской АССР. В 1929 году был образован Сактинский сельсовет.
В 1930 году в республике было упразднено кантонное деление, образованы районы. Деревня вошла в состав Бакалинского района, а с 1935 года — в составе вновь образованного Шаранского района. В то время деревня входила в состав колхоза «Пример», основанного в 1930 году. В 1939 году — деревня Сакты, центр Сактинского сельсовета Шаранского района.
С начала 1950-х годов населённый пункт отмечается как село. В 1960 году село вошло в состав большого совхоза «Мичуринский».
В начале 1963 года в результате реформы административно-территориального деления село было включено в состав Туймазинского сельского района, с марта 1964 года — в составе Бакалинского, с 30 декабря 1966 года — вновь в Шаранском районе.
В апреле 1972 года Сактинское отделение совхоза «Мичуринский» вошло в состав вновь созданного совхоза «Краснополянский», существовавшего до 1997 года. В октябре 1992 года Сактинский сельсовет вместе с селом Сакты вошёл в состав Писаревского сельсовета.
По состоянию на 2014 год в личных подсобных хозяйствах села имелось 160 голов крупного рогатого скота (в том числе 69 коров), 66 свиней, 281 овца, 19 коз и 600 голов птицы.

## Население
В 2014 году население села составляло 267 человек в 68 семьях, из них 24 ребёнка до 7 лет, 32 ребёнка от 7 до 16 лет, 99 мужчин и 71 женщина трудоспособного возраста и 12 мужчин и 29 женщин старше трудоспособного возраста.
| Год  | Методика              | Жителей | Мужчин | Женщин | Дворов | Преобладающие национальности/сословия                             | Источники            |
| ---- | --------------------- | ------- | ------ | ------ | ------ | ----------------------------------------------------------------- | -------------------- |
| 1795 | V ревизия             | 102     | 47     | 55     | 11     | н/д                                                               | [ 7 ] [ 8 ] [ 24 ]   |
| 1816 | VII ревизия           | 103     | 59     | 44     | н/д    | н/д                                                               | [ 7 ] [ 8 ]          |
| 1834 | VIII ревизия          | 139     | 63     | 76     | 23     | тептяри                                                           | [ 7 ] [ 9 ]          |
| 1859 | X ревизия             | 183     | 83     | 100    | 28     | припущенники                                                      | [ 7 ] [ 8 ] [ 27 ]   |
| 1865 | текущий учёт          | 204     | 96     | 108    | 37     | все черемисы                                                      | [ 10 ]               |
| 1895 | текущий учёт          | 371     | 178    | 193    | 67     | н/д                                                               | [ 11 ]               |
| 1902 | сведения земства      | н/д     | 193    | н/д    | 65     | припущенники военного звания                                      | [ 28 ]               |
| 1905 | текущий учёт          | 357     | 179    | 178    | 71     | н/д                                                               | [ 13 ]               |
| 1912 | подворная перепись    | 456     | 215    | 241    | 82     | припущенники из черемисов                                         | [ 14 ]               |
| 1917 | с/х перепись          | 472     | н/д    | н/д    | 85     | 82 двора марийцев с 456 жителями и 3 двора русских с 16 жителями  | [ 29 ]               |
| 1920 | перепись              | 450     | 209    | 241    | 86     | н/д                                                               | [ 15 ]               |
| 1920 | перепись              | 471     | н/д    | н/д    | 87     | 85 дворов марийцев с 455 жителями и 2 двора русских с 16 жителями | [ 30 ]               |
| 1925 | подготовка к переписи | н/д     | н/д    | н/д    | 84     | н/д                                                               | [ 15 ]               |
| 1939 | перепись              | 509     | 224    | 285    | н/д    | н/д                                                               | [ 20 ]               |
| 1959 | перепись              | 373     | 143    | 230    | н/д    | марийцы                                                           | [ 31 ] [ 32 ]        |
| 1970 | перепись              | 433     | 136    | 297    | н/д    | марийцы                                                           | [ 33 ] [ 34 ]        |
| 1979 | перепись              | 324     | 158    | 166    | н/д    | марийцы                                                           | [ 35 ] [ 36 ]        |
| 1989 | перепись              | 253     | 128    | 125    | н/д    | марийцы                                                           | [ 37 ] [ 38 ] [ 39 ] |
| 2002 | перепись              | 272     | 140    | 132    | н/д    | марийцы (90 %)                                                    | [ 38 ] [ 40 ]        |
| 2010 | перепись              | 260     | 142    | 118    | н/д    | н/д                                                               | [ 41 ]               |
| 2021 | перепись              | 193     | н/д    | н/д    | н/д    | 147 марийцев, 17 русских, 13 татар, 9 башкир и 7 чувашей          | [ 42 ]               |

## Инфраструктура
Из производственных объектов действуют автогараж и складской сектор для растениеводства, а также пилорама. Село электрифицировано и газифицировано, имеется водопровод (скважина пробурена в 1978 году), централизованная канализация отсутствует. В 2007 году введена АТС на 88 номеров. К западу от села есть кладбище площадью 0,9 га и заполненностью 70 %. В 2009 году установлена мемориальная плита со списком погибших в Великой Отечественной войне.
В селе три улицы — Центральная, Зелёная и Больничная, протяжённость улично-дорожной сети составляет 3,017 км. По состоянию на 2014 год общая площадь деревянных жилых домов составила 4240,2 м², каменных — 140,0 м². Действует автобусный маршрут «Шаран — Сакты».
Действуют ясли-сад на 20 мест (на 2014 год — 18 детей), средняя школа на 162 учащихся (фактически на 2014 год — 68 учеников), сельский клуб на 100 мест с библиотекой, 2 магазина товаров повседневного спроса. В 2025 году открылся новый фельдшерско-акушерский пункт. Почтовое отделение в селе временно закрыто.

## Известные уроженцы
- Баталова, Рима Акбердиновна (1964) — многократная чемпионка Паралимпийских игр в беге среди инвалидов по зрению, депутат Государственной думы (с 2011 года)[24].

### Комментарии
1. ↑  По официальным данным переписи.
2. ↑  По данным современного подсчёта по сохранившимся подворным карточкам.
3. ↑  При этом все жители села использовали русский язык, 148 — марийский язык, 12 — чувашский язык, 9 — татарский, 7 — башкирский и по 1 — молдавский язык и русский жестовый язык